# Katharina Sparer
Katharina Sparer (Bolzano, 22 febbraio 1990) è un'ex hockeista su ghiaccio italiana, di ruolo difensore.
Caldarese, figlia dell'allenatore Markus Sparer, ha giocato per la prima parte della sua carriera con le Eagles Bolzano (con cui ha vinto tre scudetti: 2003-2004, 2004-2005 e 2005-2006), seguendo poi nel 2008 il padre alle neonate HC Lakers fin dalla prima stagione, giocata a livello amatoriale. Con le Lakers rimase fino al termine della stagione 2013-2014; rimase poi ferma alcuni mesi, per approdare, nel febbraio 2015, alla sezione femminile dell'Alleghe.
Ha esordito in nazionale nel 2004, appena quattordicenne, disputando i mondiali già di quella stagione. Ha anche disputato le olimpiadi di Torino 2006, oltre che i mondiali 2004, 2005, 2007, 2008, 2009 e 2011.